# Chaumuzy
Chaumuzy település Franciaországban, Marne megyében. Lakosainak száma 348 fő (2022. január 1.). Chaumuzy Bligny, Belval-sous-Châtillon, Bouilly, Chambrecy, Champlat-et-Boujacourt, Courmas, Fleury-la-Rivière, Marfaux, Nanteuil-la-Forêt, La Neuville-aux-Larris és Pourcy községekkel határos.

## Népesség
A település népességének változása:
| Lakosok száma | 345  | 332  | 327  | 314  | 399  | 383  | 378  | 390  | 376  | 348  |
|               | 1968 | 1982 | 1990 | 2006 | 2013 | 2015 | 2017 | 2019 | 2020 | 2022 |